# Krzanowice
Krzanowice (in tedesco Kranowitz, dal 1936 al 1945 Kranstädt; in ceco Křenovice o Chřenovice) è un comune urbano-rurale polacco del distretto di Racibórz, nel voivodato della Slesia.
Ricopre una superficie di 47,06 km² e nel 2004 contava 6 086 abitanti.
Il tedesco è riconosciuto e tutelato nel comune come lingua della minoranza.